# Kașperivka, Kozeatîn
Kașperivka (în ucraineană Кашперівка) este o comună în raionul Kozeatîn, regiunea Vinnița, Ucraina, formată numai din satul de reședință.

## Demografie
Componența lingvistică a satului Kașperivka
     Ucraineană (97,77%)
     Rusă (1,96%)
     Alte limbi (0,28%)
Conform recensământului din 2001, majoritatea populației satului Kașperivka era vorbitoare de ucraineană (97,77%), existând în minoritate și vorbitori de rusă (1,96%).